# Jacques Nieuwenhuis
Pas d'image ? Cliquez ici

a Compétitions nationales et continentales officielles uniquement.

b Matchs officiels uniquement.
Dernière mise à jour le 9 septembre 2018.
Jacques Nieuwenhuis, né le 23 mars 1980 à Brakpan en Afrique du Sud, est un joueur de rugby à XV namibien. Il joue avec l'équipe de Namibie entre 2007 et 2011, évoluant au poste de numéro 8. Il mesure 1,88 m et pèse 94 kg. 
Il fait partie de la sélection de Namibie et dispute avec elle la coupe du monde 2007 en France. Il inscrit un essai lors du premier match contre l'Irlande, mais se fait expulser à la 19e minute du match suivant contre l'équipe de France par l'arbitre irlandais Alain Rolland pour un plaquage dangereux sur Sébastien Chabal. 
Jacques Nieuwenhuis est recruté par le Stade aurillacois pour jouer la saison 2008/2009 de Pro D2 au poste de troisième ligne.

## Équipe de Namibie
- 25 sélections avec l'équipe de Namibie
- 7 essais (35 points)
- Première sélection : le 26 mai 2007 contre la Zambie
- Sélections par année : 9 en 2007, 2 en 2008, 4 en 2009; 4 en 2010; 6 en 2011.

Coupe du monde: 
- 2007 : 3 matchs (Irlande, France, Géorgie), 1 essai
- 2011 : 3 matchs (Fidji, Afrique du Sud, pays de Galles)